# Блевінс (Арканзас)
Блевінс (англ. Blevins) — місто (англ. city) в США, в окрузі Гемпстед штату Арканзас. Населення — 288 осіб (2020).

## Географія
Блевінс розташований за координатами 33°52′16″ пн. ш. 93°34′39″ зх. д. / 33.87111° пн. ш. 93.57750° зх. д. (33.871223, -93.577436).  За даними Бюро перепису населення США в 2010 році місто мало площу 2,56 км², з яких 2,56 км² — суходіл та 0,00 км² — водойми.

## Демографія
Згідно з переписом 2010 року, у місті мешкало 315 осіб у 110 домогосподарствах у складі 83 родин. Густота населення становила 123 особи/км².  Було 129 помешкань (50/км²). 
Расовий склад населення:
| - 69,5 % — білих - 12,4 % — чорних або афроамериканців - 16,5 % — осіб інших рас |

До двох чи більше рас належало 1,6 %. Іспаномовні складали 22,9 % від усіх жителів.
За віковим діапазоном населення розподілялося таким чином: 31,1 % — особи молодші 18 років, 57,8 % — особи у віці 18—64 років, 11,1 % — особи у віці 65 років та старші. Медіана віку мешканця становила 33,6 року. На 100 осіб жіночої статі у місті припадало 94,4 чоловіків;  на 100 жінок у віці від 18 років та старших — 88,7 чоловіків також старших 18 років.
Середній дохід на одне домашнє господарство  становив 54 215 доларів США (медіана — 34 875), а середній дохід на одну сім'ю — 64 536 доларів (медіана — 48 750). За межею бідності перебувало 22,7 % осіб, у тому числі 40,9 % дітей у віці до 18 років та 4,3 % осіб у віці 65 років та старших.
Цивільне працевлаштоване населення становило 106 осіб. Основні галузі зайнятості: транспорт — 28,3 %, освіта, охорона здоров'я та соціальна допомога — 27,4 %, виробництво — 18,9 %, роздрібна торгівля — 14,2 %.